# Mouaz al-Khatib
Pour les articles homonymes, voir al-Khatib.
Mouaz al-Khatib, né en 1960 à Damas en Syrie, est un ingénieur, un imam sunnite et un homme politique syrien, président de la Coalition nationale des forces de l'opposition et de la révolution (CNFOR) de sa création le 11 novembre 2012 au 21 avril 2013, jour de sa démission. L'organisation, fondée lors de la guerre civile syrienne, réunit les principales composantes de l'opposition, dont le Conseil national syrien dirigé par le chrétien Georges Sabra.

## Biographie

### Famille
Père de quatre enfants, Mouaz al-Khatib est issu d'une longue lignée de prêcheurs à la Grande Mosquée des Omeyyades de Damas. Son grand-père préside le conseil municipal de Damas au moment du retrait des Ottomans. En 2003, son frère, qui est également prêcheur, est interdit d'officier pour avoir critiqué les élections parlementaires et l'invasion de l'Irak par les États-Unis.

### Études et première carrière
Après avoir étudié les relations internationales, la diplomatie et la géophysique, il travaille de 1985 à 1991 comme ingénieur en pétrochimie pour la al-Furat Petroleum Company, une coentreprise syrienne détenue pour moitié par la compagnie pétrolière étatique et pour l'autre moitié par des compagnies étrangères, dont l’anglo-hollandaise Shell,,.

### Opposition au régime baasiste
C'est à partir de 1990 qu'il se fait connaître comme prêcheur de la prière du vendredi à la prestigieuse Grande Mosquée des Omeyyades, suivant l'héritage de sa famille et succédant en l'occurrence à son père cheikh Badreddine al-Khatib. Il est remercié en 1992 à cause de ses prises de position mais continue à prêcher dans une mosquée du quartier bourgeois d’Arnous jusqu’en 1996, date à laquelle il est interdit d’officier dans tout lieu de culte. Il continue néanmoins à enseigner dans des instituts de charia privés et finit par ouvrir un site web dont les éditoriaux mensuels attaquent le régime.
En 2005, il prend part à la Déclaration de Damas, une coalition de partis politiques, d'associations de défense des droits de l'homme et d'activistes pro-démocratiques. En 2007, au moment du plébiscite organisé pour renouveler le mandat de Bachar el-Assad, il dénonce le renouveau du culte de la personnalité du président.
Appartenant à la Société syrienne de géologie et à la Société de psychologie, il dirige par ailleurs l’association al-Tamaddun al-Islami (la Civilisation islamique), fondée en 1932, et tente de relancer sa revue, interdite en 1980, ainsi que de recréer en Syrie un débat islamique de nature réformiste ; mais il en est empêché par les agences sécuritaires. Il a également voyagé et enseigné en Bosnie-Herzégovine, aux Pays-Bas, en Turquie, au Nigéria, au Royaume-Uni et aux États-Unis, ainsi qu'à l'Institut néerlandais de Damas, et s'est investi avec des laïques dans la défense des droits de l’homme.
Sans affiliation partisane, il est cependant réputé proche des Frères musulmans, notamment de leur branche damascène, ainsi que de la frange islamo-conservatrice de l’opposition. Il soutient également le religieux Youssef al-Qaradâwî.

### Rôle au début de la guerre civile syrienne (2011-2012)
Durant la guerre civile syrienne, il est arrêté à quatre reprises pour ses prises de position contre le régime de Bachar el-Assad, dont la plus récente en avril 2012. En effet, après un court exil au Qatar, il retourne en Syrie et se manifeste dès mars 2011 (premier mois de la révolte) en organisant des réunions avec des intellectuels laïques, puis en signant avec eux une lettre ouverte demandant des réformes dans le quotidien libanais As-Safir. Il prononce par ailleurs des oraisons funèbres en hommage aux victimes de la répression et tente de mettre en place des initiatives de dialogue entre le régime et l’opposition ; à ce sujet, il dit avoir été contacté en février 2012 par un membre du premier cercle de Bachar el-Assad afin de lancer une initiative destinée à clore le conflit, mais il est arrêté peu de temps après. Il est longtemps défavorable à la lutte armée, avant de changer d'avis tardivement. À l'été 2012, il fonde la Ligue des oulémas de Châm, une association réunissant les grands oulémas de Damas critiques du régime. En juillet 2012, il fuit la Syrie et trouve refuge en Égypte. En octobre, il accuse les djihadistes présents en Syrie d'avoir permis aux pays occidentaux de qualifier le soulèvement d'« extrémiste ».

### Présidence de la CNFOR (2012-2013)
Le 11 novembre 2012, il est élu président de la toute nouvelle Coalition nationale des forces de l'opposition et de la révolution (CNFOR) après avoir été le seul candidat en lice et en étant inconnu de la presse internationale comme des Syriens ruraux. Il a notamment la confiance du réseau des Comités locaux de coordination (la résistance syrienne de l'intérieur). Il dit ne pas exclure la voie de la négociation avec Bachar el-Assad, contrairement au Conseil national syrien qui a intégré la Coalition,, mais réclame à la communauté internationale des « armes adaptées » pour « mettre fin à la souffrance des Syriens et à l'effusion de sang ».
En décembre 2012, il appelle les États-Unis à réexaminer leur décision de placer le groupe rebelle al-Nosra, un mouvement djihadiste, sur leur liste des organisations terroristes,. Il serait (en décembre 2012) le favori du Qatar et de la Turquie pour diriger un gouvernement de transition après une éventuelle chute du régime de Bachar el-Assad, alors que les États-Unis et l'Arabie saoudite lui préféreraient l'ancien Premier ministre Riad Hijab. Mais en janvier 2013, il intègre un comité restreint créé par la Coalition, chargé de consulter les forces de la révolution, l’opposition, l’Armée syrienne libre et les pays frères et amis sur la composition d'un futur gouvernement provisoire, et dont les membres sont exclus par avance de ce gouvernement.
Le 30 janvier 2013, il se dit prêt à négocier une solution politique avec les représentants du régime syrien n'ayant pas de « sang sur les mains » (en citant ensuite le vice-président Farouk al-Chareh) et à condition de libérer 160 000 détenus et de préparer le départ de Bachar el-Assad, divisant ainsi l'opposition,. Mais ces conditions sont rejetées par le gouvernement syrien,. Mouaz al-Khatib, qui regrette ce « message négatif » des autorités, avait reçu entre-temps le soutien des États-Unis, de la Ligue arabe, de la Russie, de l'Iran et du médiateur international Lakhdar Brahimi, mais subi les critiques du Conseil national syrien ainsi que de groupes djihadistes comme le Front al-Nosra qui appellent à son exécution.
Le 3 mars 2013, il effectue sa première visite en Syrie en tant que chef de la Coalition, dans deux localités au nord-est d'Alep (Menbej et Jarablous).
Le 24 mars 2013, il annonce sa démission de la présidence de la CNFOR en déclarant notamment : « J'avais juré au grand peuple syrien et devant Dieu que je démissionnerais si certaines lignes rouges étaient franchies ». La désignation de Ghassan Hitto comme Premier ministre d'un gouvernement provisoire (ce qu'il dément néanmoins), l'insuffisance de l'aide apportée par la communauté internationale et la protestation contre les pressions du Qatar et de l'Arabie saoudite sont avancées parmi les raisons de cette décision,. Il déplore également de ne pas avoir été suivi dans sa proposition d'élargir la base de la Coalition. Cette démission est cependant rejetée par la CNFOR et par les autorités du Qatar, un des principaux soutiens de l'organisation.
Il participe malgré tout au sommet de la Ligue arabe à Doha le 26 mars : il demande alors publiquement aux États-Unis de protéger la zone nord du pays, passée en grande partie sous le contrôle des rebelles, avec des missiles sol-air Patriot, et réclame au nom de la CNFOR le siège syrien de l'ONU. Le même jour, il justifie sa démission dans une interview accordée à la chaîne Al Jazeera par une volonté de « protester contre les puissances mondiales qui ne pensent à résoudre la crise [syrienne] qu'en fonction de leurs souhaits, de leurs intérêts ou selon leurs méthodes, sans tenir compte de la souffrance quotidienne du peuple ».
Le 21 avril 2013, il soumet une seconde fois sa démission, qui est cette fois acceptée par la CNFOR (il indique cependant n'avoir démissionné qu'une seule fois). Le chef du comité d'adhésion de l'organisation explique que Mouaz al-Khatib a voulu « dénoncer le manque d'action de la communauté internationale pour aider le peuple syrien ».

## Prises de position
Dans les livres et articles qu'il a écrits sur la religion et la société, il milite pour l'égalité entre hommes et femmes, pour les droits des minorités et pour le pluralisme politique,. Il prône également la suppression de la tutelle du pouvoir politique sur les institutions religieuses mais est favorable à ce que les lois s’inspirent de principes religieux.
Il a accusé les régimes occidentaux d'avoir affaibli le régime de Hosni Moubarak lors de la révolution égyptienne de 2011, et ce à leurs propres fins ainsi qu'à celles d'Israël. Il a aussi mis en garde contre l'usage du réseau social Facebook, dont les utilisateurs pourraient involontairement devenir selon lui des espions américains ou israéliens à travers le partage d'information.

## Critiques

### Avant la présidence de la CNFOR
Le journaliste britannique Mohanad Hage Ali a publié dans le magazine américain Foreign Policy un article dans lequel il remet en cause la modération de Mouaz al-Khatib dont font état la plupart des médias (le chercheur français Thomas Pierret décrit par exemple al-Khatib comme « un islamiste authentiquement modéré »). Mohanad Hage Ali l'accuse notamment d'avoir publié sur son site des propos dérogatoires à l'endroit des chiites, et d'autres qui auraient un caractère antisémite. Une critique similaire a été adressée par Elhanan Miller dans un article pour le website israélien The Times of Israel, fondé et dirigé par David Horovitz.

### Dans l'exercice de la présidence
Après son élection comme président de la CNFOR, certains Syriens considèrent que son inexpérience politique est problématique, d'autres estiment que le choix d'une figure religieuse pour diriger la coalition de l'opposition est inapproprié. Pour le chercheur Fadi Salem, il aurait perdu le soutien de nombreux Sunnites conservateurs et urbains.
Pour l'universitaire Fabrice Balanche, directeur du groupe de recherches et d'études sur la Méditerranée et le Moyen-Orient et professeur à l'université Lumière Lyon 2, comme pour Haytham Manaa, président du Comité national pour le changement démocratique (un courant d'opposition refusant la militarisation du soulèvement), Mouaz al-Khatib n'avait en fait que peu de prise sur son organisation, les Frères musulmans (dont il est proche) étant les véritables meneurs de l'opposition.
Libération a de son côté qualifié la présidence de Mouaz al-Khatib de « désastreuse » : « ce religieux populiste s’était englué dans les querelles internes et prenait ses décisions en solitaire, qu’il faisait ensuite connaître sur Facebook. D’où un long passage à vide de l’opposition, avec, comme conséquence, un discrédit autant sur la scène intérieure qu’internationale ». D'après Benjamin Barthe, Mouaz al-Khatib, « à force de confier ses états d'âme sur sa page Facebook, avait fini par agacer bon nombre de révolutionnaires ».